# Escuela pianística catalana
La Escuela pianística catalana o Escuela catalana de piano (en catalán: Escola catalana de piano o Escola pianística catalana) hace referencia a un grupo de pianistas y compositores catalanes cuya característica común es que su formación y trayectoria profesional tuvieron lugar predominantemente en Barcelona entre finales del siglo XIX y principios del XX, y que contribuyeron a la transmisión de conceptos pedagógicos, instrumentales e interpretativos que se remontan en particular a Enrique Granados.

## Historia
La escuela pianística catalana fue fundada a mediados del siglo XIX por Pedro Tintorer, alumno de Liszt y Zimmermann, a través de su actividad docente en el Conservatorio del Liceo. La escuela fue desarrollada posteriormente por Juan Bautista Pujol, alumno de Tintorer, en el Conservatorio Superior de Música de Barcelona.
En 1901 Enrique Granados fundó un centro privado de formación para pianistas en Barcelona, la Academia Granados, junto con los dos conservatorios de la ciudad. Tras su fallecimiento en marzo de 1916, Frank Marshall mantuvo la institución, desde 1920 con el nombre de Academia Marshall, y generaciones de pianistas siguen formándose allí hasta la actualidad.

## Representantes
Entre los representantes más destacados de la escuela pianística catalana se encuentran Rosa Sabater, fallecida en un accidente aéreo en diciembre de 1983, Alicia de Larrocha (1923-2009) y Enric Torra. Otros representantes importantes fueron Carles Vidiella (1856-1915), Joaquín Malats (1872-1912) y el investigador musical y padre de la escritora Anaïs Nin, Joaquín Nin (1878-1949), así como el pianista y profesor de piano leridano Ricardo Viñes. Entre sus alumnos se encontraba la pianista y profesora de música María Canals, fundadora del Concurso Internacional de Piano María Canals de Barcelona. Esta tradición pianística ha sido continuada en las últimas décadas por Miguel Farré, Leonora Milà, Albert G. Atenelle, Antoni Besses, Eulàlia Solé, Josep Colom, Àngel Soler, Ramon Coll, Jordi Camell y por los jóvenes pianistas Alba Ventura, Daniel Ligorio, José Enrique Bagaria e Ignasi Cambra hasta la actualidad.

## Significado y crítica
El verdadero rasgo distintivo de esta escuela pianística reside en la exploración metódica que Granados hace de las posibilidades técnicas y tonales de los pedales. Sin embargo, en comparación con otras tradiciones pianísticas, esta no es una característica lo suficientemente exclusiva como para justificar la existencia de una escuela pianística catalana que también sea técnicamente independiente y se caracterice por una línea continua de tradición. Por lo tanto, el término, en última instancia, representa un concepto vago, cuyo objetivo no es tanto identificar una escuela específica como agrupar a ciertos estudiantes de una generación comprendida entre el Romanticismo tardío y el modernismo.

## Discografía
- VAI Audio, 1992, VAIA/IPA 1001: The Catalan Piano Tradition. (CD con grabaciones históricas de piano interpretadas por Isaac Albeniz, Joaquín Malalts, Enrique Granados, Frank Marshall y Alicia de Larrocha a los nueve años, de 1903 a 1932)